# Moteur de composition
Un moteur de composition est un logiciel informatique pour la production automatisée de documents aux formats standards électroniques ou imprimables, par une fusion de données issus des systèmes informatiques d'une entreprise au sein de modèles de documents éditique

## Utilisation

### Entrées / Sorties
Au déclenchement d'un traitement de composition, le moteur aura besoin :
- d'une source de données d'alimentation, qui contiendra les données métier issues de systèmes informatiques destinées à valoriser les parties variables des documents à composer.
- de modèles de documents préalablement développés qui seront valorisés par ces données
- de ressources externes (images, documents, textes) éventuelles

En sortie du traitement, le moteur produira :
- un flux documentaire aux formats documentaires standard, qui seront en quelque sorte des instances du modèle utilisé
- d'éventuels fichiers de log, journaux de traitement, méta-données extraites et plan de classement destinées aux systèmes de post-composition, GED, archivage

L'utilisation d'un moteur de composition peut se faire :
- en mode batch / planifié (généralement dans le cas de la production de masse)
- en mode unitaire transactionnel / à la demande, dans ce cas c'est l'application cliente qui à la suite d'une action utilisateur déclenche une composition de document unitaire.
- en mode interactif (moteurs de composition de nouvelle génération), qui consiste en une composition unitaire à la demande avec interaction de l'utilisateur durant la composition, afin de personnaliser des parties du document à produire.

## Moteur de post-composition
Ce type de moteur est dédié à la manipulation en aval de la composition de flux documentaires.
Contrairement au moteur de composition, le moteur de post-composition sera alimenté par un ou plusieurs flux de documents et non un flux de données, et produira en sortie un ou plusieurs flux de documents remaniés.
Parmi les opérations qui peuvent être déléguées au traitement de post-composition, on peut citer :
- le tri d'un flux de documents (exemple : trier des courriers présents dans un même fichier PDF par code-postal du destinataire) ;
- le regroupement de plusieurs flux de documents (exemple : un flux PDF contenant des factures qui devrait être fusionné avec un flux PDF contenant les lettres d'accompagnement associées, afin que chaque lettre et chaque facture soient regroupées par destinataire) ;
- l'éclatement d'un flux de documents en plusieurs (exemple : un flux PDF qui devrait être splitté en plusieurs fichiers PDF selon des critères particuliers) ;
- la conversion de format (exemple : convertir un flux AFP en flux PDF) ;
- l'insertion de pages bannières ;
- l'ajout de codes barres (exemples : codes de suivi de courrier ou codes OMR destinés aux machines de mise-sous-pli automatisées).